# Waal (rzeka)
Waal – jedno z głównych ramion ujściowych Renu (dł. 82 km, przepływ: 1 500 m³/s), w Holandii. Łączy się z ramieniem Mozy. Od Waalu odchodzi Kanał Amsterdam–Ren. Główne miasto nad Waalem to Nijmegen.